# Clyde (Kalifornija)
Clyde je naseljeno područje za statističke svrhe u američkoj saveznoj državi Kalifornija. Prema popisu stanovništva iz 2010. u njemu je živjelo 678 stanovnika.